# Gsür
Das Gsür ist ein markanter 2710 m ü. M. hoher Berg in den Berner Voralpen im Schweizer Kanton Bern.

## Lage
Das Gsür ist der zweithöchste Gipfel der Niesenkette auf der Grenze zwischen den Gemeinden Adelboden und St. Stephan BE. Das Gsür besteht aus brüchigem Flysch. Gut erreicht werden kann das Gsür von Adelboden im Engstligental via Schwandfälspitz und von Matten im Simmental via Färmel. Bei Bergsteigern beliebt ist die Überschreitung des Gsür vom Schwandfälspitz zum Furggi mit der Abseilstelle bei den Gendarmen im Schwierigkeitsgrad T5 II. Vom Furggi bietet sich die Route via Gsürweg zurück zum Schwandfälspitz an.

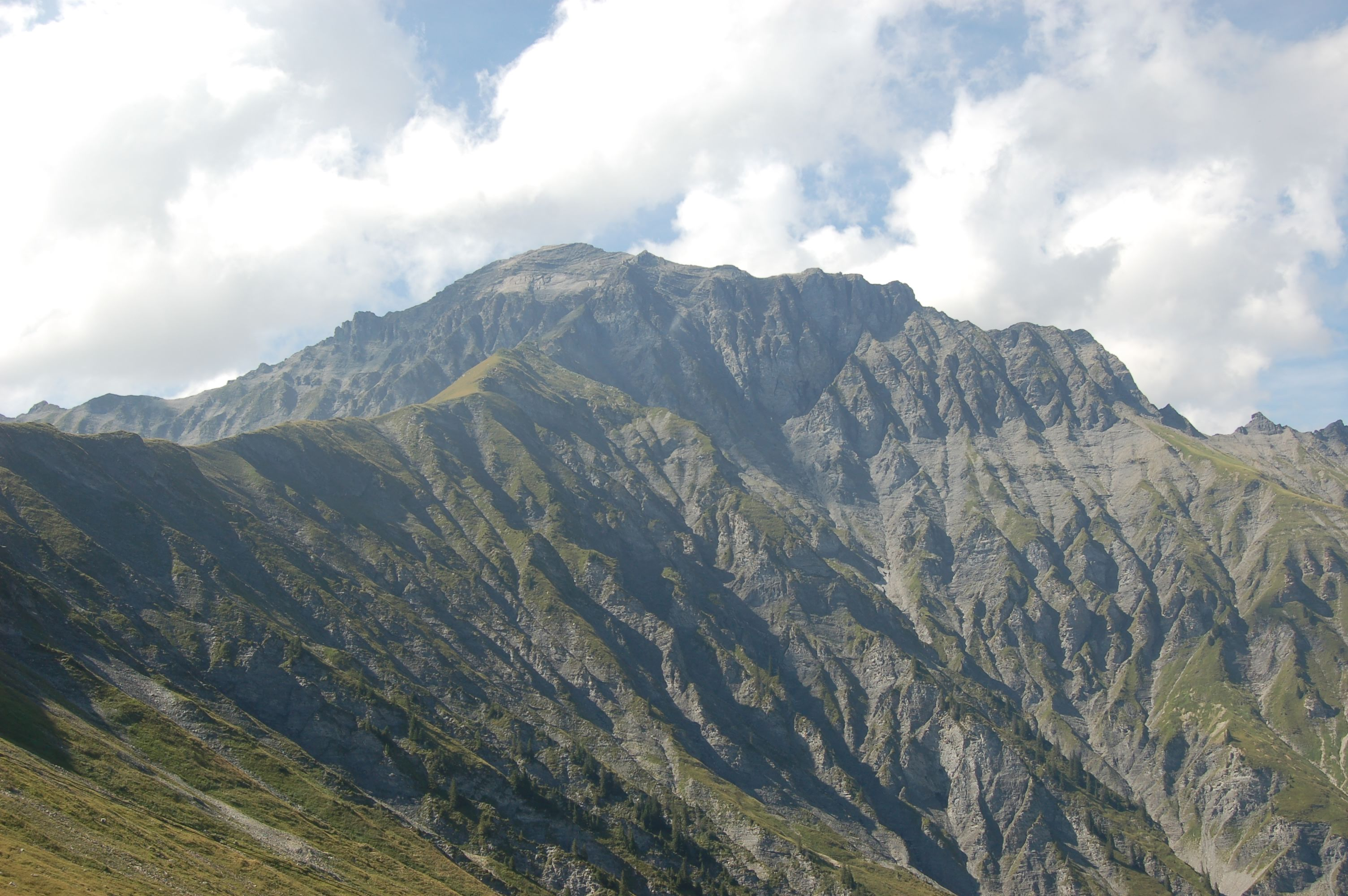
Blick zum Gsür vom Schwandfälspitz
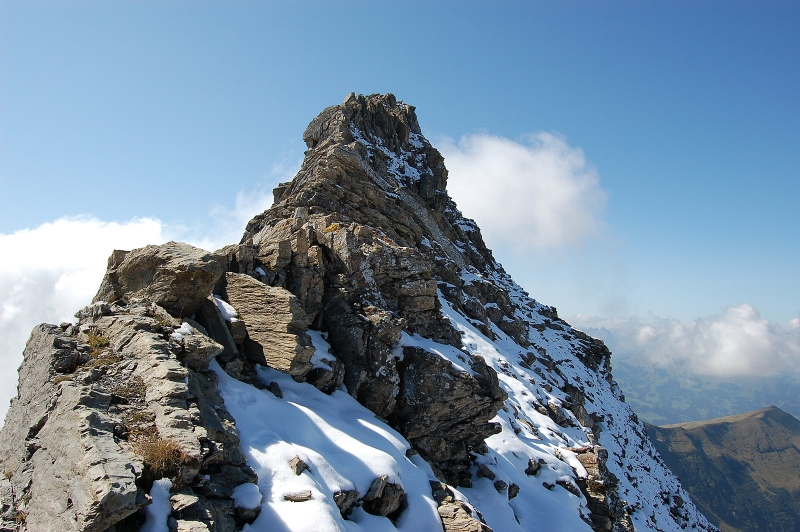
Leichte Kletterei auf dem Grat zum Gipfel
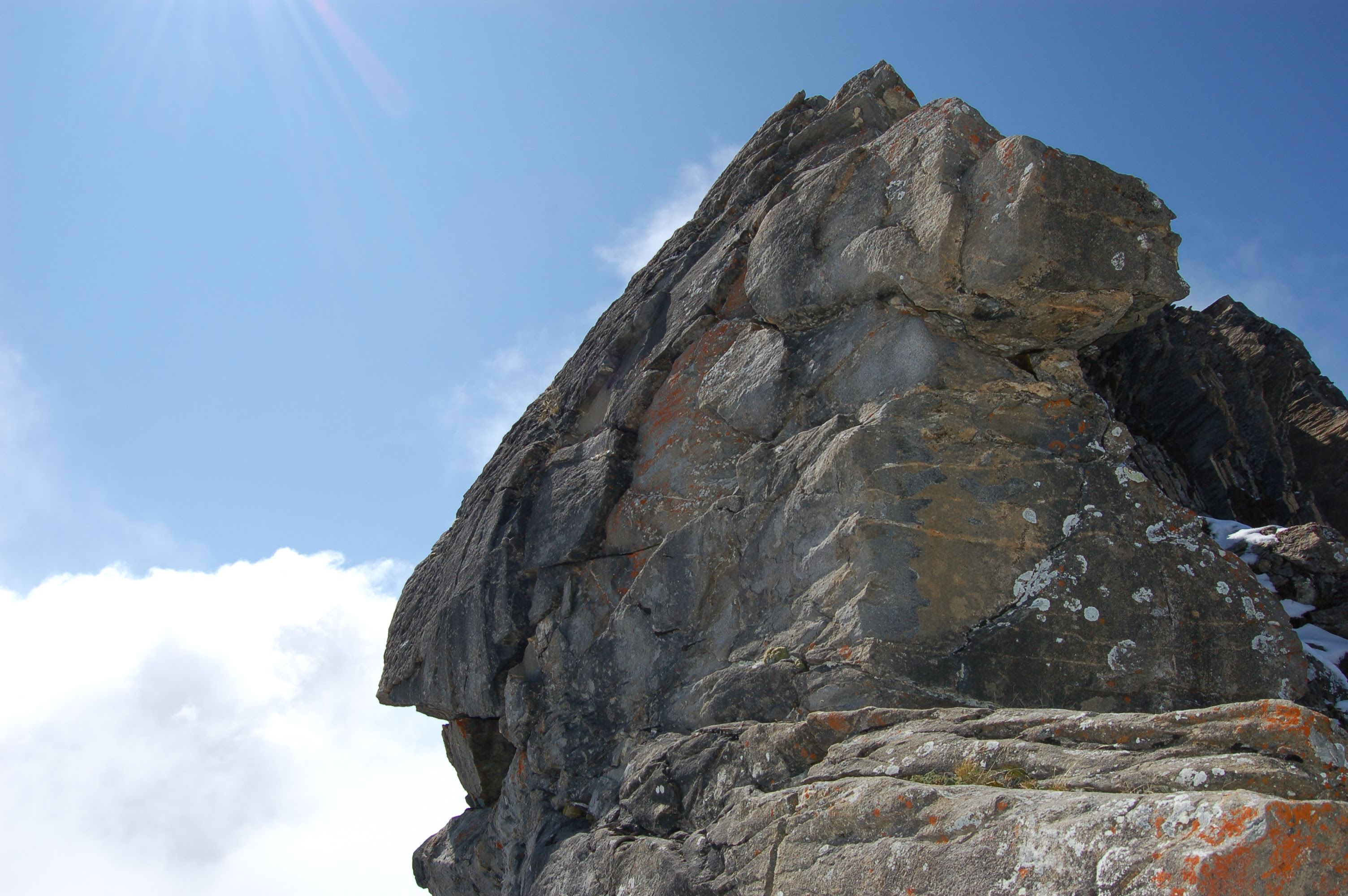
Schlüsselstelle im Aufstieg zum Gsür
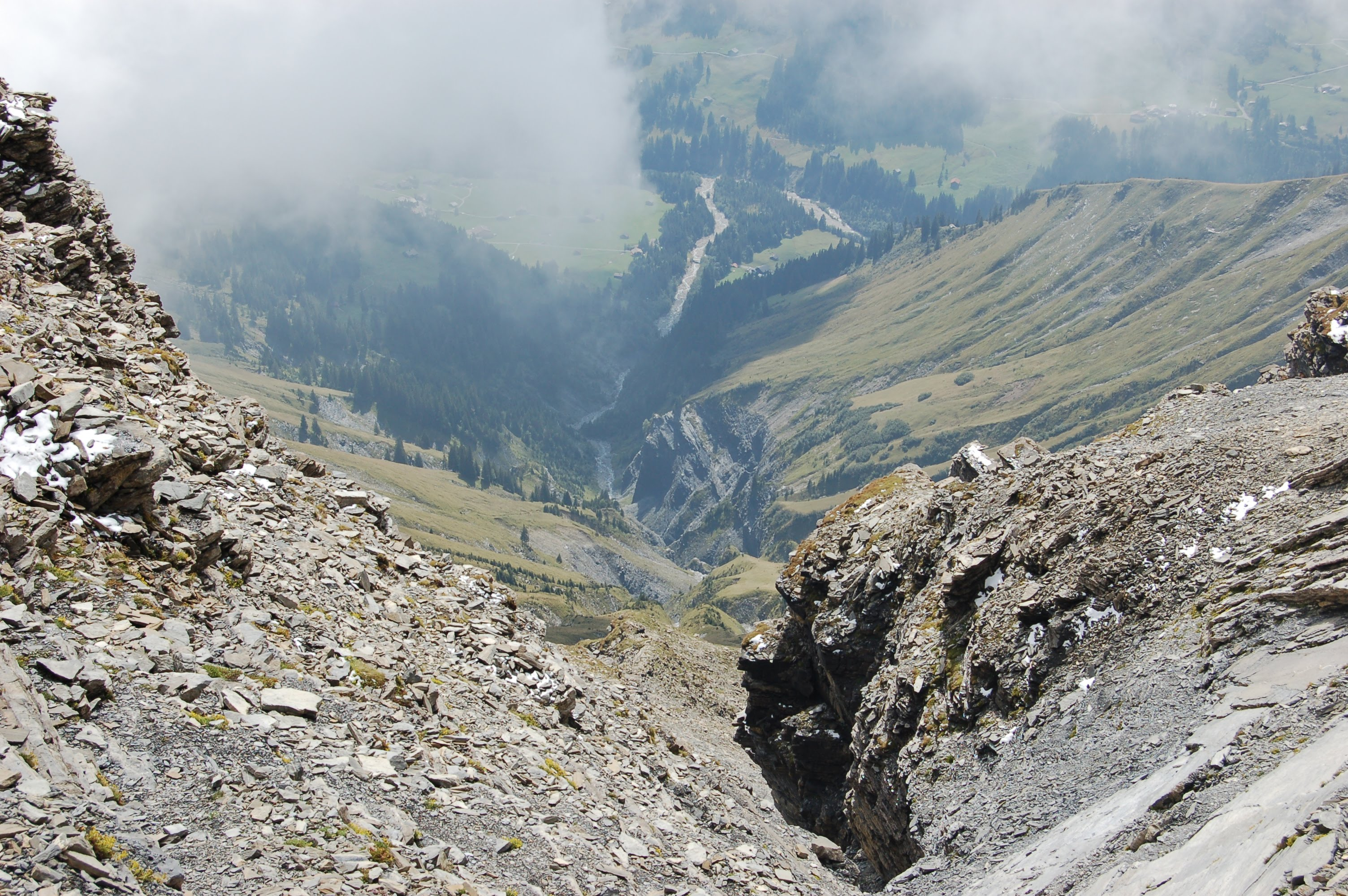
Der Stigelbach entwässert die Südflanke des Gsür
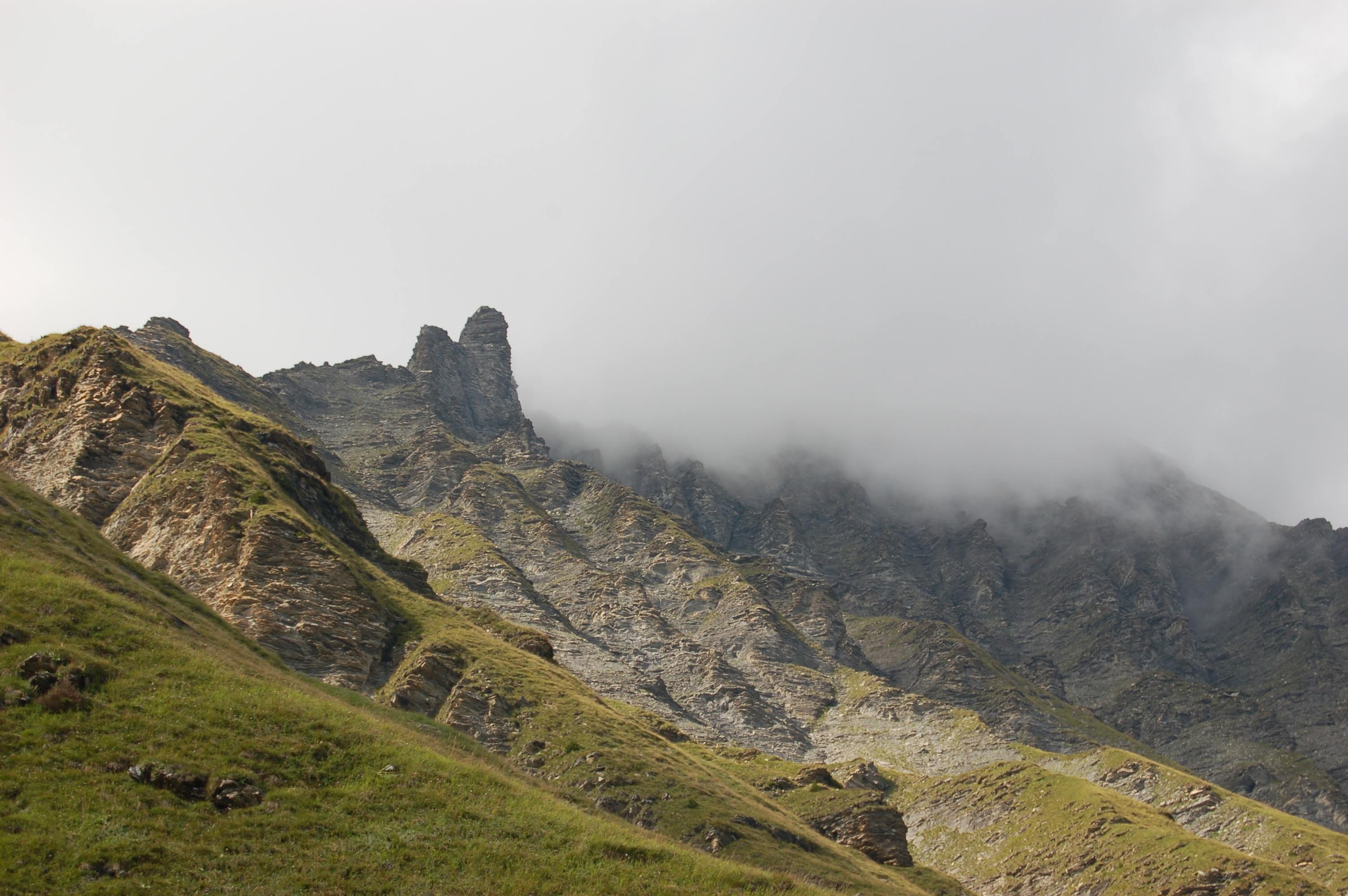
Gendarme – Abseilstelle bei der Überschreitung des Gsür
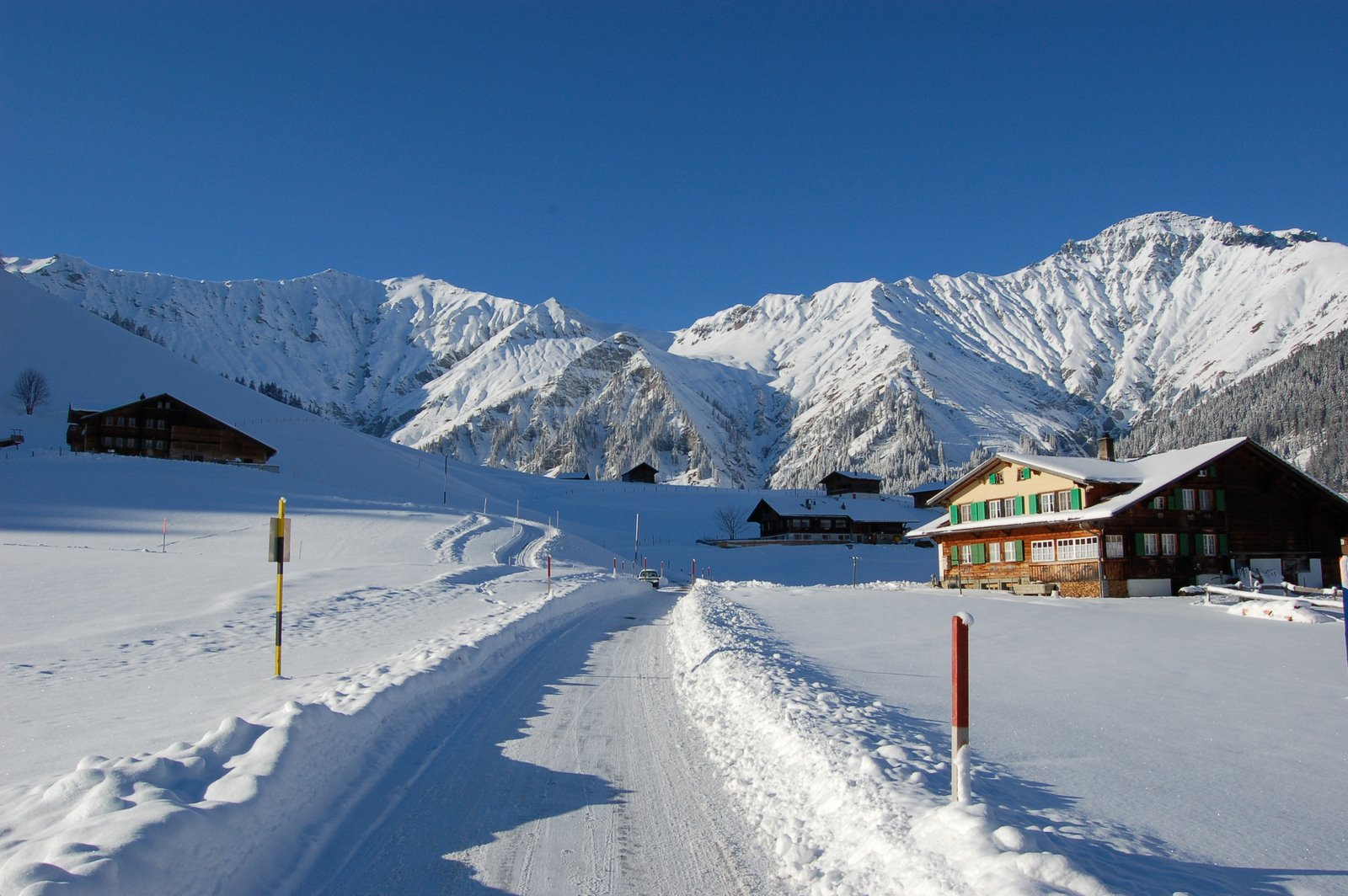
Blick vom Gilbach auf Albristhorn (links) und Gsür (rechts)